# Jonatan Netanjahu

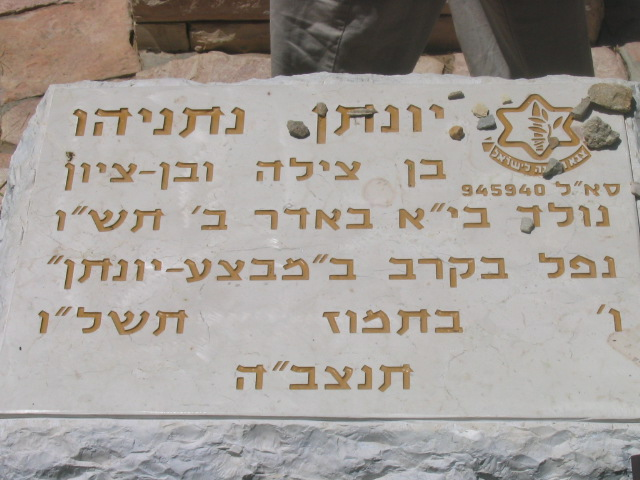
Grób Joniego Netanjahu

Jonatan Netanjahu, również Joni Netanjahu (hebr. יונתן „יוני” נתניהו, ur. 13 marca 1946 w Nowym Jorku, zm. 4 lipca 1976 w Entebbe) – izraelski wojskowy. Dowódca Sajjeret Matkal. Zginął, dowodząc izraelskimi oddziałami specjalnymi podczas operacji Entebbe. Brat Binjamina, późniejszego premiera Izraela.

## Życiorys
Urodził się w Nowym Jorku jako najstarszy syn historyka Bencijjona i Cilli. Wkrótce po jego narodzinach rodzina przeniosła się do Tel Awiwu, gdzie urodził się Binjamin, późniejszy wieloletni premier Izraela.
Jonatan Netanjahu służbę wojskową rozpoczął w 1964. Brał udział w wojnie sześciodniowej. Po jej zakończeniu rozpoczął studia na Uniwersytecie Harvarda, jednak po roku wrócił do kraju. Kontynuował naukę na Uniwersytecie Hebrajskim, ale wkrótce ponownie zaciągnął się do wojska i rozpoczął służbę w elitarnej Sajjeret Matkal. Służąc w tej jednostce, brał udział w wojnie Jom Kipur oraz w szeregu akcji antyterrorystycznych – m.in. w operacji Gniew Boży polegającej na tropieniu na całym świecie członków i liderów Czarnego Września, organizacji odpowiedzialnej za zamach terrorystyczny na Olimpiadzie w Monachium.
W 1975 Netanjahu, w stopniu pułkownika, został dowódcą Sajjeret Matkal.
Zginął podczas akcji odbicia pasażerów porwanego samolotu w Entebbe (Uganda). Po stronie izraelskiej był jedyną śmiertelną ofiarą zakończonej sukcesem operacji. Przeszła ona do historii pod kryptonimem operacja Entebbe, nazywana jest jednak także operacją Jonatan (Miwca Jonatan).
Za swoją służbę był wielokrotnie nagradzany, również pośmiertnie.
W filmie Atak na Entebbe w reżyserii Irvina Kershnera w rolę Netanjahu wcielił się Stephen Macht.